# Zion Judah
Zion Judah, född Angelo Damian Singh, reggaeartist från Trinidad & Tobago, senare bosatt i New York, USA.
Zion Judah släppte 2004 skivan Divine Creation.